# (839) Valborg
(839) Valborg es un asteroide perteneciente al cinturón de asteroides descubierto el 24 de septiembre de 1916 por Maximilian Franz Wolf desde el observatorio de Heidelberg-Königstuhl, Alemania.
Está nombrado por Valborg, un personaje del drama Axel y Valborg del escritor danés Adam Oehlenschläger (1779-1850).